# Passamaneria

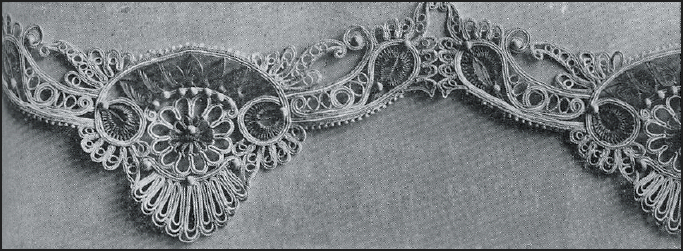
Passamaneria de cordons i llaços, adornat amb perles. França, 1908.

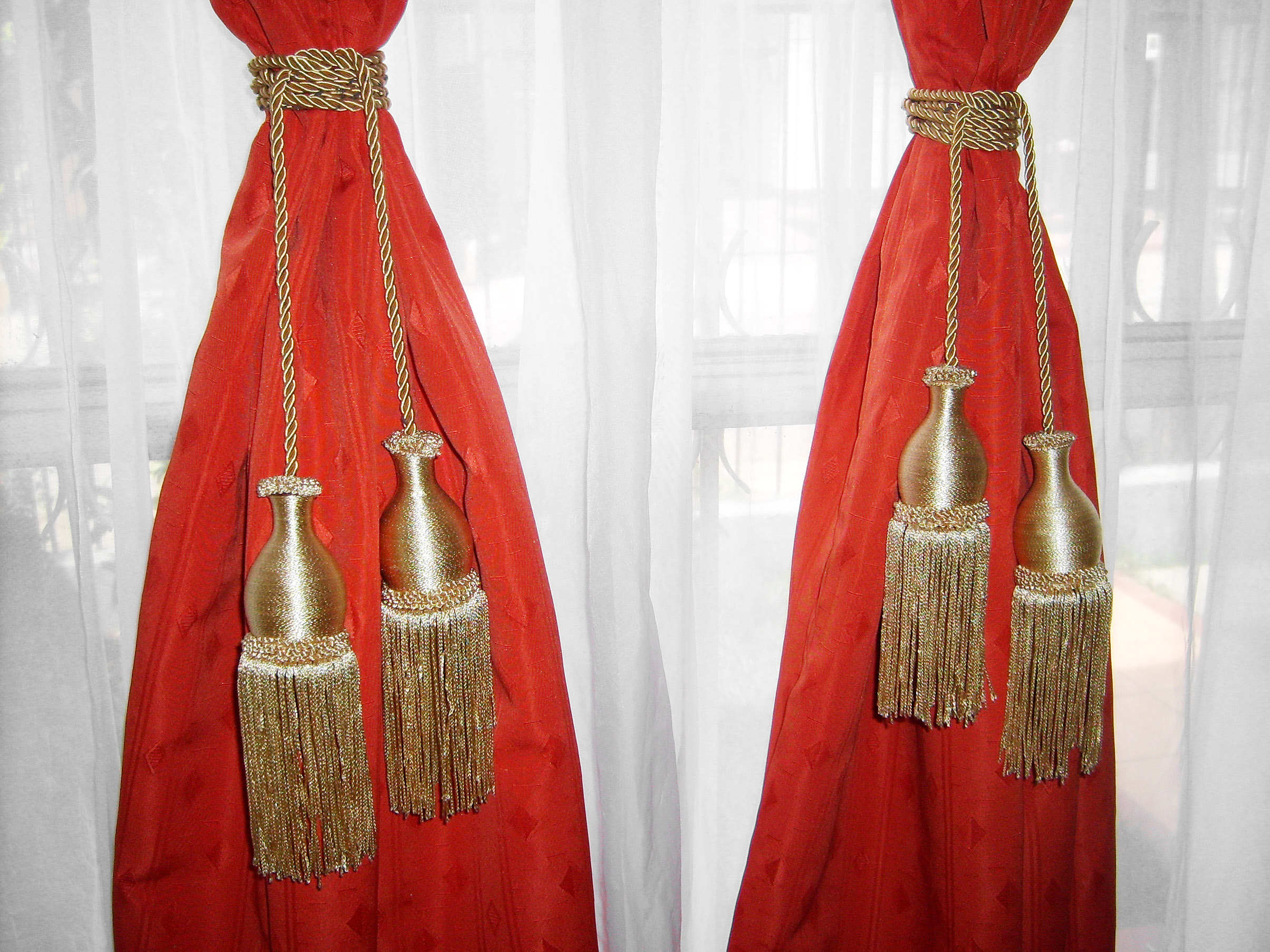
Cortines adornades amb passamaneria

La passamaneria és el conjunt d'objectes de decoració confeccionats a base de cordons, borles o galons. És tota tela menor de 15 cm d'ample, com cordes, cordons, elàstics, galons, llistons, serrells, soutache o cintes. Es poden utilitzar una gamma àmplia de materials per a la seva fabricació.

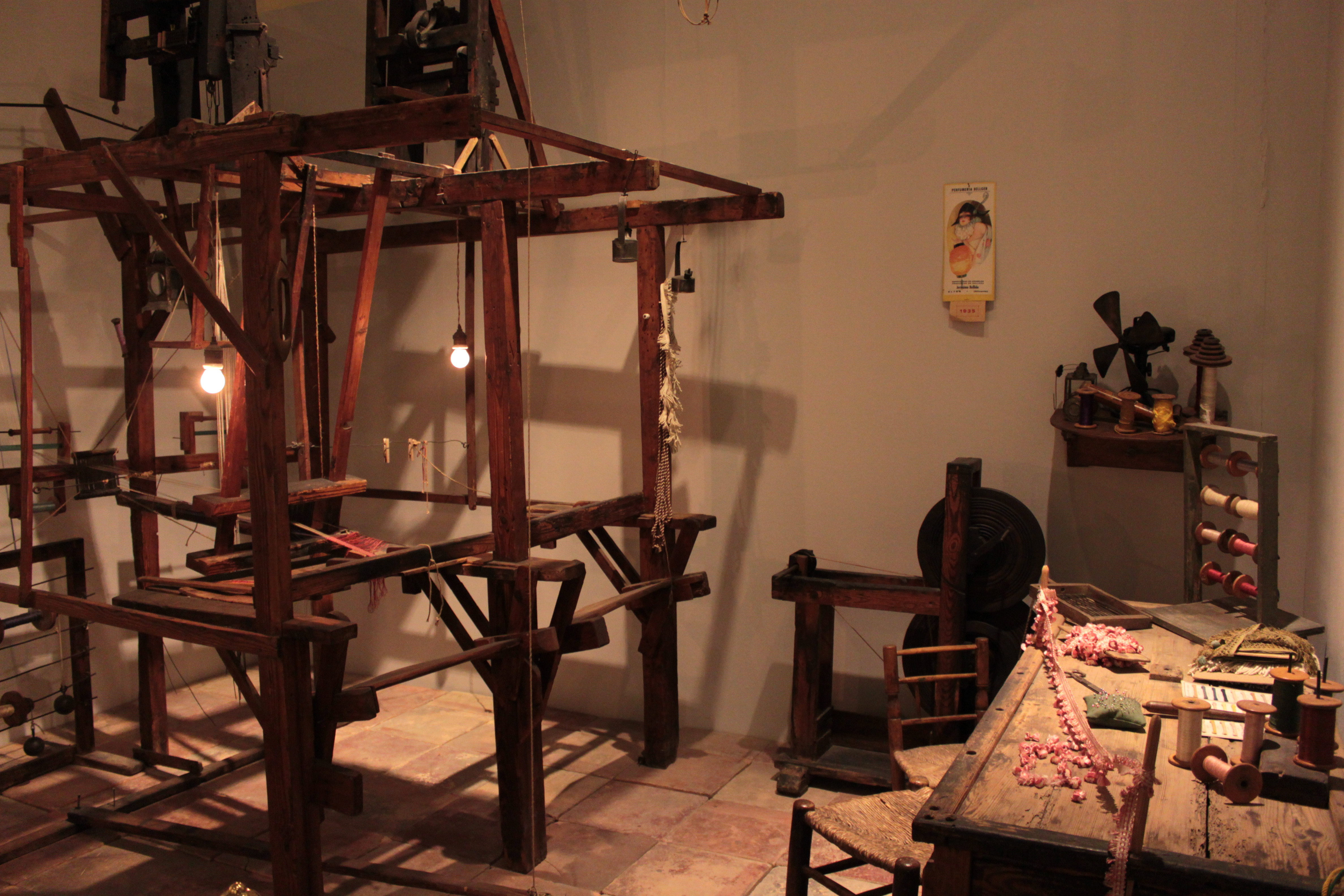
Recreació de taller de passamaneria, Museu Valencià d'Etnologia.

La passamaneria s'utilitza com a ornament en fundes i cortines o com a rivet de tapisseries, cobrellits i altres objectes. En l'actualitat, també s'empra en marroquinería, indumentària, decoració d'accessoris i també bijuteria.
A Mallorca, els passamaners conformaven un col·legi professional juntament amb els guanters, els mercers i els marxandos, encara que les discussions internes eren habituals, com també les escissions i reintegracions dins el col·legi. No se sap quan es va constituir, però el segle xvi ja estava perfectament organitzat i segurament era anterior. El seu patró era sant Antoni, que veneraren primer a l'església de Santa Eulàlia, més tard a l'església de Sant Antoni de Viana i finalment a l'església de la Mercè. La sala del col·legi era a la plaça de Can Tagamanent.